# Libertatea, Călărași
Libertatea (în trecut, Brătieni) este un sat în comuna Dichiseni din județul Călărași, Muntenia, România.